# Facelift (album)
Facelift je první studiové album skupiny Alice in Chains, které vyšlo 21. srpna 1990. Stalo se prvním grungeovým albem, které se stalo platinovým.

## Skladby
Všechny skladby napsal Jerry Cantrell, pokud není uvedeno jinak.
| Pořadí | Název                        | Autor                             | Délka |
| ------ | ---------------------------- | --------------------------------- | ----- |
| 1.     | We Die Young                 |                                   | 2:32  |
| 2.     | Man in the Box               | Layne Staley                      | 4:46  |
| 3.     | Sea of Sorrow                |                                   | 5:49  |
| 4.     | Bleed the Freak              |                                   | 4:02  |
| 5.     | I Can't Remember             | Staley, Cantrell                  | 3:42  |
| 6.     | Love, Hate, Love             | Staley                            | 6:26  |
| 7.     | It Ain't Like That           | Cantrell, Mike Starr, Sean Kinney | 4:37  |
| 8.     | Sunshine                     |                                   | 4:44  |
| 9.     | Put You Down                 |                                   | 3:16  |
| 10.    | Confusion                    | Staley, Cantrell, Starr           | 5:44  |
| 11.    | I Know Somethin' ('Bout You) |                                   | 4:22  |
| 12.    | Real Thing                   | Staley                            | 4:03  |

## Sestava
- Layne Staley – zpěv
- Jerry Cantrell – kytara, doprovodný zpěv
- Mike Starr – baskytara, doprovodný zpěv v "Confusion"
- Sean Kinney – bicí, perkuse, doprovodný zpěv, piano v "Sea of Sorrow"